# Kanton Barre-des-Cévennes

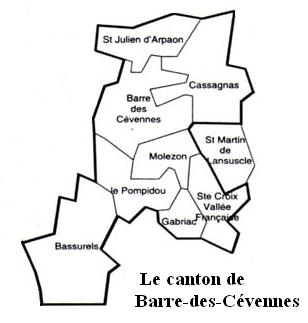
Der Kanton Barre-des-Cévennes

Der Kanton Barre-des-Cévennes war bis 2015 ein französischer Wahlkreis im Arrondissement Florac, im Département Lozère und in der Region Languedoc-Roussillon.
Der Kanton umfasste Wahlberechtigte aus folgenden acht Gemeinden:
| Gemeinde                      | Einwohner Jahr | Fläche km² | Bevölkerungsdichte | Code INSEE | Postleitzahl |
| ----------------------------- | -------------- | ---------- | ------------------ | ---------- | ------------ |
| Barre-des-Cévennes            | 204 (2013)     | –          | – Einw./km²        | 48019      | 48400        |
| Bassurels                     | 48 (2013)      | –          | – Einw./km²        | 48020      | 48400        |
| Cassagnas                     | 116 (2013)     | –          | – Einw./km²        | 48036      | 48400        |
| Gabriac                       | 105 (2013)     | –          | – Einw./km²        | 48067      | 48400        |
| Molezon                       | 89 (2013)      | –          | – Einw./km²        | 48098      | 48400        |
| Le Pompidou                   | 174 (2013)     | –          | – Einw./km²        | 48115      | 48400        |
| Sainte-Croix-Vallée-Française | 332 (2013)     | –          | – Einw./km²        | 48144      | 48400        |
| Saint-Julien-d’Arpaon         | 105 (2013)     | –          | – Einw./km²        | 48162      | 48400        |